# ノースロップ タシット・ブルー
タシット・ブルー
- 用途：実験機・偵察機
- 分類：実験機
- 製造者：ノースロップ（現ノースロップ・グラマン）社
- 運用者： アメリカ合衆国（アメリカ空軍）
- 初飛行：1982年2月
- 生産数：1機
- 退役：1985年
- 運用状況：退役・博物館にて展示

ノースロップ タシット・ブルー（Northrop Tacit Blue）は、アメリカのノースロップ社によって開発された、戦闘における生存率を高めるために対空レーダーや他のセンサーに対する低被探知性を持つ、低被観測性ステルス偵察機開発のための技術実証機である。
非制式のものであるがアメリカ空軍はこの機体に"YF-117D"の機種区分記号 / 番号を与えていた。 
"Tacit"とは英語で「暗黙の」「潜在的な」を意味する。

## 開発
1996年4月30日、アメリカ空軍は地上の戦闘状況を継続的に監視し、友軍の地上指揮所にリアルタイムで情報を提供可能な偵察機の設計を目的とした「タシット・ブルー技術実証計画」の存在を公表した。
1976年12月、国防高等研究計画局（DARPA）とアメリカ空軍はBSAX（Battlefield Surveillance Aircraft-Experimental）計画を開始した。これは「ペイブ・ムーバー」と呼ばれる空軍の大規模計画の一部だった。BSAX計画の目的は前線で高い生存性を発揮する、レーダーなどのセンサーに対する低被探知性を持つ効率的なステルス偵察機の開発だった。タシット・ブルーはより大規模な「アサルトブレイカー」計画においては「ブラック」とよばれる構成要素として扱われていた。

## 設計
タシット・ブルーは単座機で、機体形状は「ザ・ホエール」または「エイリアン・スクールバス」とあだ名されるような、湾曲した胴体にテーパー翼とV字尾翼が取り付けられたものだった。胴体上部には1つのフラッシュインレットがあり、2基の高バイパス比ターボファンエンジンに空気を供給している。タシット・ブルーではローリングなどの姿勢制御を補助するために、四重の冗長性を持つデジタルフライ・バイ・ワイヤ飛行制御システムを採用しており、飛行特性は極めて安定していたとされる。
数学的・幾何学的なアプローチでステルス機を設計したロッキードとは異なり、ノースロップでは元ヒューズ社のレーダー技術者であるジョン・キャッセンの経験により、乱反射の低減を主目的にし機体に凹凸や鋭角を作らないことを根幹として、粘土を使った模型による実験により開発されたステルス技術をタシット・ブルーに用いた。結果、曲面からなる機体でステルス特性が発揮できることが証明され、そのステルス技術はB-2の誕生に役立った。また、タシット・ブルーのために開発されたセンサー技術は、後に開発されたE-8に用いられている。

## 運用
タシット・ブルーは1982年2月に初飛行し、その後3年以上の間に135回の飛行を行った。多くの場合は週に3-4回のペースで飛行し、時には1日のうちに数回飛行することもあった。テスト飛行はネバダ州の極秘基地エリア51で実施された。飛行時間が250時間に達した後、1985年にタシット・ブルーは退役した。その後、タシット・ブルーは1996年からオハイオ州デイトン近郊のライト・パターソン空軍基地にある国立アメリカ空軍博物館の「リサーチ・アンド・デベロップメント・ハンガー」で展示されている。

## 仕様
諸元
- 乗員：1名
- 全長：17.0 m（55 ft 10 in）
- 翼幅：14.7 m（48 ft 2 in）
- 全高：3.2 m（10 ft 7 in）
- 運用時重量：13,606 kg（30,000 lb）
- エンジン：ギャレット ATF-3-6 高バイパス比ターボファン、24 kN（5,440 lbf） × 2

性能
- 最大速度：462 km/h（287 mph）
- 実用上昇限度：9,150 m（30,000 ft）
- 推力重量比：0.36